# The Missourians
The Missourians (bra: Bandoleiros do Missouri) é um filme norte-americano de 1950, do gênero faroeste, dirigido por George Blair e estrelado por Monte Hale e Paul Hurst.

## Produção
Este é o último da série de dezenove faroestes B que Monte Hale fez na Republic Pictures entre 1946 e 1950. Nunca à vontade com a tarja de cowboy cantor, Hale interpreta apenas uma canção, Roll Along, Wagon Wheels.

## Sinopse
Quando o imigrante polonês Steve Kovacs dispõe-se a adquirir um rancho e os outros rancheiros procuram impedi-lo, o xerife Bill Blades vem em sua defesa e tenta acabar com o preconceito.

## Elenco
| Ator/Atriz       | Personagem         |
| ---------------- | ------------------ |
| Monte Hale       | Xerife Bill Blades |
| Paul Hurst       | John X. Finn       |
| Roy Barcroft     | Nick Kovacs        |
| Lynn Thomas      | Peg Finn           |
| Howard J. Negley | Lucius Valentine   |
| Robert Neil      | Steve Kovacs       |
| Lane Bradford    | Capanga            |
| John Hamilton    | Prefeito           |
| Sarah Padden     | Mamãe Kovacs       |